# El rapto
El rapto é uma telenovela mexicana, produzida pela Televisa e exibida em 1960 pelo Telesistema Mexicano.

## Elenco
- Cesareo Quezada
- Carmen Montejo
- René Cardona
- Andrea Palma
- Luis Manuel Pelayo